# Escuela de Bellas Artes y Comunicaciones BYU
La Escuela de Bellas Artes y Comunicaciones BYU (en inglés: BYU College of Fine Arts and Communications) es una de los nueve escuelas de la Universidad Brigham Young, una universidad privada gestionada por La Iglesia de Jesucristo de los Santos de los Últimos Días y ubicada en Provo, Utah, Estados Unidos. Fundada en 1925, la universidad ha crecido de una pequeña institución de las artes con un profesorado pequeño y un mínimo de 100 estudiantes a ser la segunda más grande de la universidad en el campus. Con más de 3.800 estudiantes y 141 profesores de tiempo completo, la escuela se ha extendido por todo el campus de la universidad y ocupa seis edificios. Con cuatro departamentos (Comunicaciones, Danza, Teatro y Artes Audiovisuales, y Artes Visuales) y una escuela (Música), la CFAC ofrece 14 titulaciones de grado (con énfasis en 38) y ocho títulos de posgrado.